# دائرة سان لوران دو ماروني
دائرة سان لوران دو ماروني (بالإنجليزية: Arrondissement of Saint-Laurent-du-Maroni)‏ هي دائرة فرنسية واقعة في إقليم غويانا بها ثلاث كانتونات و 8 بلديات.